# Kallima sulana
Kallima sulana är en fjärilsart som beskrevs av Hans Fruhstorfer 1898. Kallima sulana ingår i släktet Kallima och familjen praktfjärilar. Inga underarter finns listade i Catalogue of Life.